# The Dragon in the Land of Snows: A History of Modern Tibet Since 1947

The Dragon in the Land of Snows: A History of Modern Tibet Since 1947 est un ouvrage qui relate l'histoire du Tibet depuis 1947 dont l'auteur est Tsering Shakya, un historien tibétain éduqué au Royaume-Uni.

## Description
Tsering Shakya, a écrit un récit perspicace et approfondi exposant les faiblesses de presque tous les principaux acteurs impliqués dans l'histoire du Tibet moderne marquant la transition d'un isolement enchanté et médiéval à une domination modernisée de son voisin chinois, la Chine. Cette histoire comporte d'éminents personnages tels que le Dalaï Lama, Mao, Nehru et le Panchen Lama, l'autorité religieuse de deuxième rang au Tibet.
L'histoire de Shakya débute en 1947 avec le départ des Britanniques de l'Inde et la fin de son influence sur le Tibet. À l’époque, le Tibet était particulièrement faible, dirigé par un petit cercle de religieux, une aristocratie et un dalaï-lama qui, à 12 ans, est mal équipé pour assumer son rôle de chef religieux et politique. Le pays interdit par ses montagnes et ses frontières sans route a tellement découragé les intrus que l'armée tibétaine n'avait qu'une poignée de fusils désuets, et sa structure politique était immature, incapable d'opposer une résistance à l’arrivée de l'armée chinoise en 1950.

## Accueil critique
Pour Seth Faison, s'appuyant sur des sources tibétaines, chinoises, britanniques, indiennes et américaines, Shakya a écrit un ouvrage faisant autorité et facilement lisible qui sera probablement l’histoire définitive du Tibet moderne pour une génération ou plus. Plutôt que de condamner la domination chinoise, Shakya analyse les raisons de l’évolution des politiques chinoises, montrant comment des machinations du Parti communiste chinois affecte la vie au Tibet. Sa méthode est impartiale et évite la tentation de l'outrage ou du cynisme. Et cela laisse au lecteur la conclusion que la tragédie tibétaine n'est pas le résultat d'un plan chinois bien élaboré, comme le prétendent des réfugiés tibétains, ou d'une conspiration indo-américaine comme le clament des dirigeants chinois. Il s’agit plutôt d’un résultat d’affrontements contradictoires, empreints d’incompréhension, de reproches et d’opportunisme politique.